# برادفورد (اوهایو)
برادفورد (به انگلیسی: Bradford) یک منطقهٔ مسکونی در ایالات متحده آمریکا است که در اوهایو واقع شده‌است. برادفورد ۲٫۲۲ کیلومتر مربع مساحت و ۱٬۷۹۶ نفر جمعیت دارد و ۳۰۱٫۱۵ متر بالاتر از سطح دریا واقع شده‌است.